# Dressed in Voices
Dressed in voices is een studioalbum van Mostly Autumn. 

## Dressed in voices
De band kondigde aan dat dit een conceptalbum is met als centraal thema, alles wat verloren gaat als iemand wordt omgebracht/vermoord (verteld vanuit het slachtoffer). Het album is meer gitaargericht dan voorgaande Mostly Autumn-platen. Dat zou toe te schrijven zijn aan het feit dat het in eerste instantie bedoeld was als soloalbum voor Josh. De bemoeienissen van de andere leden van de band werden echter zo groot, dat het toch als groepsalbum werd uitgebracht. 
Na het album ging de band een aantal keren op tournee waarbij ook een aantal optredens in Nederland plaatsvond.

### Musici
- Bryan Josh – zang, gitaar, toetsinstrumenten
- Olivia Sparnenn-Josh – zang, percussie
- Iain Jennings – toetsinstrumenten
- Andy Smith – basgitaar
- Alex Cromarty – slagwerk, percussie
- Liam Davison – gitaar
- Anne-Marie Helder – dwarsfluit (track 1.10, 1.14 en 2.2 en 2.7) , achtergrondzang (track 1.14)
- Troy Donockley – boezoeki (track 1.8) en fluitje (track 1.9)
- B.J. Cole – pedal steel guitar (track 1.9)

### Muziek
| Nr. | Titel                                  | Duur |
| --- | -------------------------------------- | ---- |
| 1.  | Saturday night (Josh)                  | 5:10 |
| 2.  | Not yours to take (Josh)               | 5:01 |
| 3.  | Running (Josh, Sparnenn)               | 4:33 |
| 4.  | (See you) (Josh)                       | 0:24 |
| 5.  | Home (Josh)                            | 4:39 |
| 6.  | First day at school (Josh)             | 7:28 |
| 7.  | Down by the river (Josh)               | 4:42 |
| 8.  | Skin on skin (Josh, Sparnenn)          | 5:54 |
| 9.  | The house on the hill (Josh, Sparnenn) | 4:24 |
| 10. | The last day (Josh, Jennings)          | 6:28 |
| 11. | Dressed in voices (Josh)               | 5:49 |
| 12. | The library (Josh)                     | 4:30 |
| 13. | (Footsteps) (Josh)                     | 0:29 |
| 14. | Box of tears (Josh, Sparnenn)          | 3:52 |

| Nr. | Titel                                         | Duur |
| --- | --------------------------------------------- | ---- |
| 1.  | Silhouettes of stolen ghosts (Josh, Sparnenn) | 3:18 |
| 2.  | Wasteland (Jennings)                          | 2:06 |
| 3.  | Teardrops of flame (Josh)                     | 5:21 |
| 4.  | Dance until the dawn invades (Josh, Sparnenn) | 3:18 |
| 5.  | Stepping stones (Josh)                        | 4:05 |
| 6.  | Would you (Josh)                              | 4:16 |
| 7.  | One you mean (Josh)                           | 2:37 |
| 8.  | Skin on skin (Josh, Sparnenn)                 | 3:37 |
| 9.  | Lady rainbows (Josh)                          | 2:37 |

## Box of tears
Zoals gebruikelijk bij Mostly Autumn volgde op de release van een studioalbum direct een livealbum. Ze besloten het noemen naar het laatste lied op het album Box of tears. Box of tears is opgenomen tijdens optredens volgend op de release en laten Dressed in Voices in haar geheel horen opgenomen tijdens die optredens, zonder een specifiek optreden te vermelden.

### Musici
- Bryan Josh – zang, gitaar
- Olivia Sparnen-Josh – zang, percussie
- Iain Jennings – toetsinstrumenten
- Chris Johnson – gitaar, achtergrondzang
- Andy Smith – basgitaar
- Alex Cromarty – drumstel
- Anne-Marie Helder – zang, toetsen, percussie, achtergrondzang

### Muziek
| Nr. | Titel                 | Duur |
| --- | --------------------- | ---- |
| 1.  | Saturday night        |      |
| 2.  | Not yours to take     |      |
| 3.  | Running               |      |
| 4.  | (See you)             |      |
| 5.  | Home                  |      |
| 6.  | First day at school   |      |
| 7.  | Down by the river     |      |
| 8.  | Skin on skin          |      |
| 9.  | The house on the hill |      |
| 10. | The last day          |      |
| 11. | Dressed in voices     |      |
| 12. | The library           |      |
| 13. | (Footsteps)           |      |
| 14. | Box of tears          |      |